# Милан Мирчетић
Милан Мирчетић (Велики Бечкерек, 6. септембар 1912 — ?, 2000) је био учесник Шпанског грађанског рата из Војводине.

## Биографија
Аутомеханичар по занимању. Пре одласка у Шпанију радио у фабрици авиона Икарус у Земуну као механичар. Од 1936. члан Уједињеног радничког синдикалног савеза Југославије. У Шпанију дошао из Југославије 13. септембра 1937. По приспећу упућен у Касас-Ибањез где се прикључује 129. бригади. Током боравка у бригади обављао дужност штабног возача. По евакуацији Шпанске републиканске армије 1939. у Француску интерниран у логор Аржеле, па Сан Сиприен, Гирс и на крају Верне. У логорима био у периоду од 8. фебруара 1939. до 1. јуна 1941. Потом упућен на присилни рад од стране немачког окупатора у Француској. Послат у Дрезден, где је ухапшен и спроведен у логор Брикс. Крајем 1941. враћен у Дрезден, где је провео остатак рата на присилном раду. Након рата радио у Новом Саду, а потом у Сарајеву у Главној дирекцији машиноградње и у Железничкој индустријској школи. Члан Комунистичке партије Југославије био од 1951. године.